# شهدخوار پهلوسفید
شهدخوار پهلوسفید (نام علمی: Aethopyga eximia) یک گونه از پرندگان خانواده شهدخواران و بومی اندونزی است.
زیستگاه طبیعی آن جنگل‌های کوهستانی نمناک نیمه‌گرمسیری یا گرمسیری است.

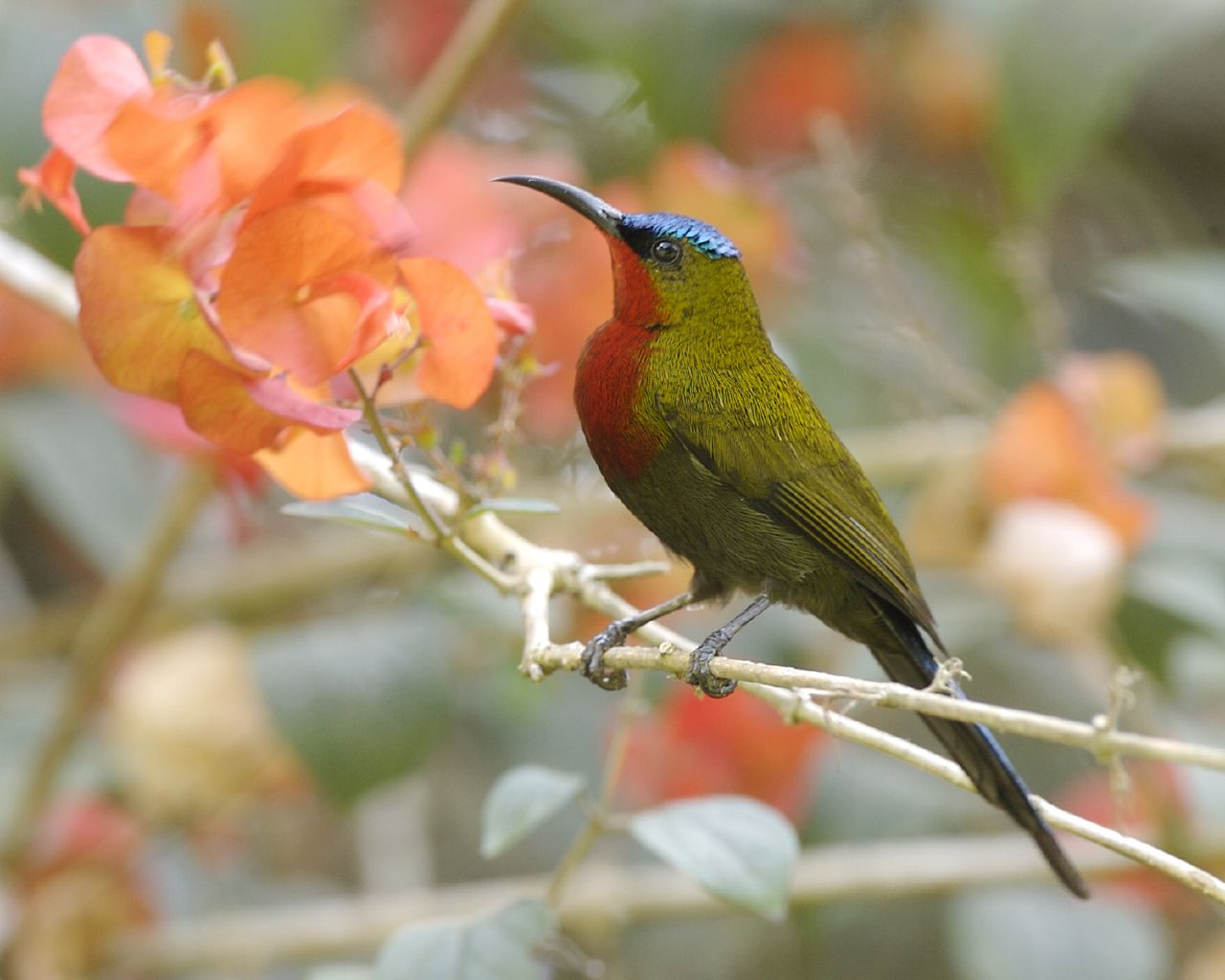
نر